# Unité urbaine de Boulogne-sur-Mer
L'unité urbaine de Boulogne-sur-Mer est une unité urbaine française centrée sur Boulogne-sur-Mer, sous-préfecture du département du Pas-de-Calais, dans la région Hauts-de-France.

## Données globales
Dans le zonage réalisé par l'Insee en 1999, l'unité urbaine était composée de huit communes.
Dans le zonage réalisé en 2010, l'unité urbaine était composée des huit mêmes communes.
Dans le nouveau zonage réalisé en 2020, elle est toujours composée de huit communes.
En 2022, avec 84 212 habitants, elle occupe le 11e rang dans la région Hauts-de-France.
En 2022, sa densité de population s'élève à 1 341 hab/km2. Par sa superficie, elle ne représente que 0,94 % du territoire départemental mais, par sa population, elle regroupe 5,77 % de la population du département du Pas-de-Calais.

## Composition 2020 de l'unité urbaine
Elle est composée des huit communes suivantes :
| Nom                             | Code Insee | Département   | Statut       | Superficie (km2) | Population (dernière pop. légale) | Densité (hab./km2) | Modifier                                    |
| ------------------------------- | ---------- | ------------- | ------------ | ---------------- | --------------------------------- | ------------------ | ------------------------------------------- |
| Boulogne-sur-Mer (ville-centre) | 62160      | Pas-de-Calais | ville-centre | 8,42             | 41 039 (2022)                     | 4 874              | modifier les données · modifier les données |
| Echinghen                       | 62281      | Pas-de-Calais | banlieue     | 5,84             | 377 (2022)                        | 65                 | modifier les données · modifier les données |
| Isques                          | 62474      | Pas-de-Calais | banlieue     | 6,98             | 1 141 (2022)                      | 163                | modifier les données · modifier les données |
| Outreau                         | 62643      | Pas-de-Calais | banlieue     | 7,09             | 13 398 (2022)                     | 1 890              | modifier les données · modifier les données |
| Le Portel                       | 62667      | Pas-de-Calais | banlieue     | 3,85             | 8 824 (2022)                      | 2 292              | modifier les données · modifier les données |
| Saint-Étienne-au-Mont           | 62746      | Pas-de-Calais | banlieue     | 14,05            | 5 051 (2022)                      | 360                | modifier les données · modifier les données |
| Saint-Léonard                   | 62755      | Pas-de-Calais | banlieue     | 3,40             | 3 346 (2022)                      | 984                | modifier les données · modifier les données |
| Saint-Martin-Boulogne           | 62758      | Pas-de-Calais | banlieue     | 13,15            | 11 036 (2022)                     | 839                | modifier les données · modifier les données |

## Évolution démographique
| 1968   | 1975   | 1982   | 1990   | 1999   | 2006   | 2011   | 2016   | 2022   |
| ------ | ------ | ------ | ------ | ------ | ------ | ------ | ------ | ------ |
| 93 321 | 95 802 | 94 346 | 91 249 | 92 704 | 90 483 | 88 197 | 86 097 | 84 212 |

#### Données générales
- Unité urbaine
- Aire d'attraction d'une ville
- Liste des unités urbaines de France

#### Données démographiques en rapport avec l'unité urbaine de Boulogne-sur-Mer
- Aire d'attraction de Boulogne-sur-Mer
- Arrondissement de Boulogne-sur-Mer

#### Données démographiques en rapport avec le Pas-de-Calais
- Démographie du Pas-de-Calais